# Port lotniczy Juan Mendoza
Port lotniczy Juan Mendoza – port lotniczy zlokalizowany w boliwijskim mieście Oruro.